# Giovanni Battista Ruoppolo

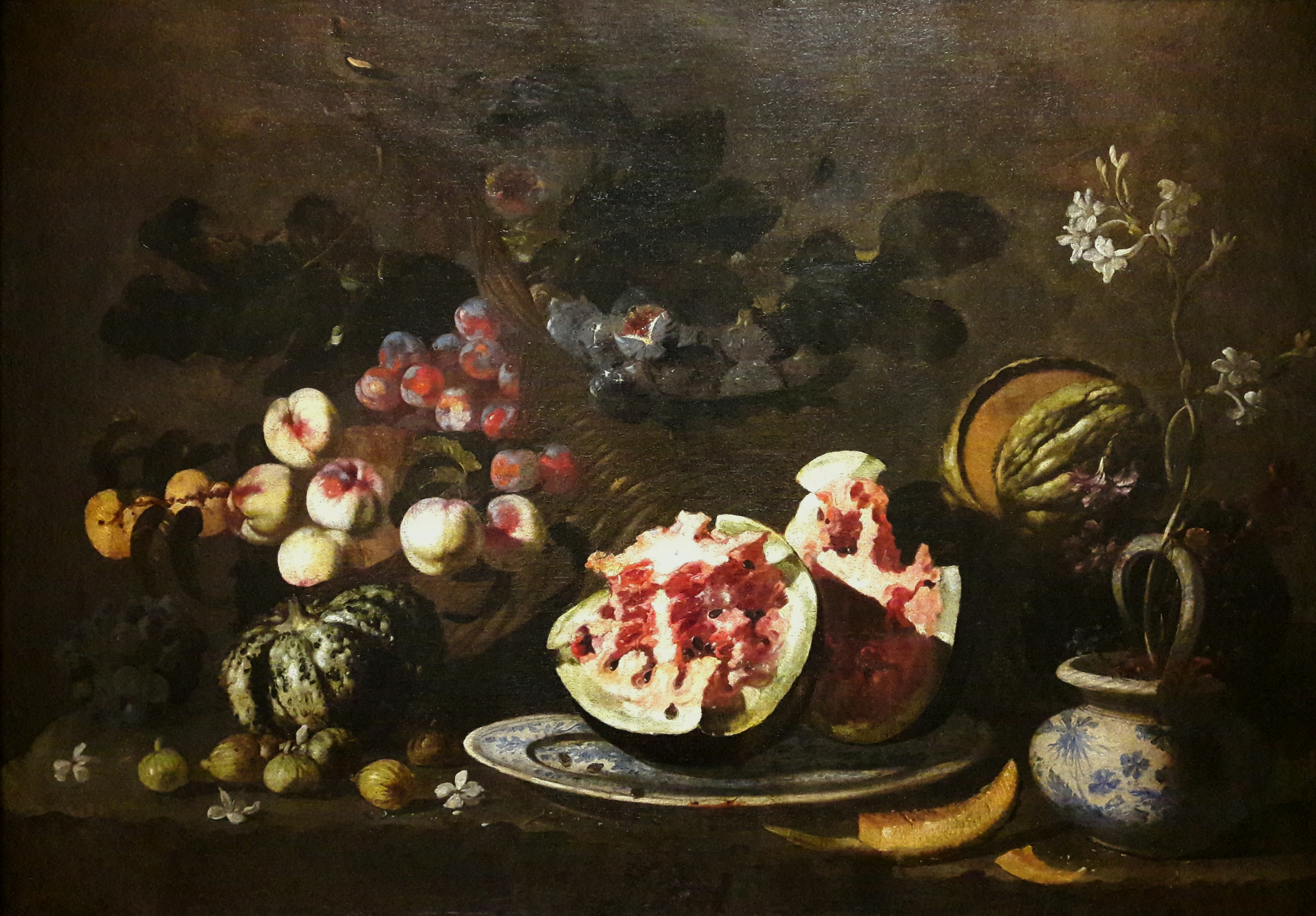
Giovanni Battista Ruoppolo: Martwa natura z owocami, Muzeum Narodowe w Warszawie

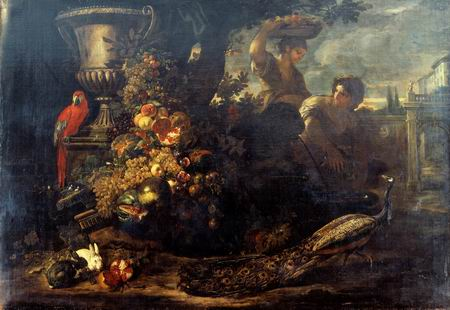
Giovanni Battista Ruoppolo: Martwa natura z postaciami i pawiem (1650)

Giovanni Battista Ruoppolo (ur. 1629 w Neapolu, zm. 1693 tamże) – włoski malarz okresu baroku .
Przedstawiciel szkoły neapolitańskiej. Był uczniem Paola Porpory i Luki Fortego. Ulegał wpływom Giovanniego Battisty Caracciola, Jusepe de Ribery oraz, za jego pośrednictwem, Caravaggia. Wywarł wpływ na Michelangela Campidoglia i Michelangela Cerquozziego. Malował martwe natury kwiatowo-owocowe. Jego uczniem był Giuseppe Ruoppolo.

## Wybrane dzieła
- Kwiaty i owoce – Neapol, Museo Nazionale (trzy wersje),
- Martwa natura – Hamburg, Kunsthalle,
- Martwa natura – Nowy Jork, Museum of Art,
- Martwa natura – Rzym, Galleria Nazionale d’Arte Antica,
- Martwa natura z kwiatami i warzywami – Oksford, Ashmolean Museum,
- Martwa natura z owocami – Drezno, Galeria Obrazów Starych Mistrzów,
- Martwa natura z owocami i martwym ptactwem w krajobrazie – Boston, Museum of Fine Arts,
- Martwa natura z owocami morza – Florencja, Uffizi,
- Martwa natura z owocami, warzywami i pejzażem – Spoleto, Galleria Paolo Sapori,